# Чепик Михайло Максимович
Михайло Максимович Че́пик (21 листопада 1920, Київ — 9 грудня 1972, Київ) — український радянський живописець. Член Спілки художників УРСР. Батько художника Сергія Чепика.

## Біографія
Народився 21 листопада 1920 року в Києві. Українець. В 1940 році закінчив Київську державну художню середню школу імені Тараса Шевченка. 1941 року призваний до Червоної армії. Після закінчення Харківського бронетанкового училища брав участь у Другій світовій війні. В 1951 році закінчив Київський художній інститут), де вчився у О. Шовкуненка, Т. Яблонської, К. Єлеви. Жив і працював в Києві.
З 1949 року брав участь в республіканських, всесоюзних і зарубіжних виставках. Персональні виставки пройшли в 1970 році в Києві і Белграді, в 1971 році — в Москві, в 1973 році посмертна — в Києві.

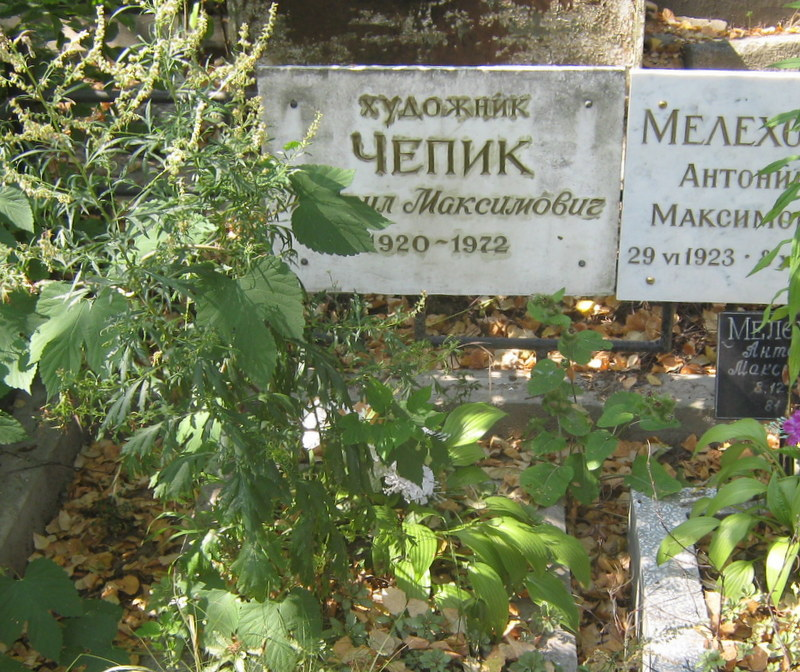
Могила Михайла Чепика

Помер в Києві 9 грудня 1972 року. Похований в Києві на Байковому кладовищі.

## Творчість
Працював у галузі тематичної картини і пейзажу. Найбільш відомі його тематичні роботи 1950—1960-х років, серед яких:
- «У забої» (1957);
- «Висотники» (1960);
- «Велика скорбота» (1964);
- диптих «Хлібороби» (1970);
- «Ранок» (1970);
- «Доменщики»;
- «Шахтарі»;
- «Хокеїсти».

Створив серію пастелей з видами Москви (кінець 1960-х), а після декількох творчих відряджень відомі серії з видами Франції та Чехословаччини.
Роботи художника зберігаються в збірках Київської національної картинної галереї, у багатьох художніх музеях України та Росії, а також в приватних збірках України, Росії, Великої Британії, США.